# 児島半島

児島半島の航空写真。写真中央の山がちな半島が児島半島、半島北の内海が児島湾、児島湾西部の堤防で区切られた西側が児島湖。

児島半島（こじまはんとう）は、岡山県南部に位置する人工的に繋がった半島である。

## 歴史
児島半島はかつて吉備児島と呼ばれる島であった。『古事記』、『先代旧事本紀』などによれば「吉備兒島」は「大倭豐秋津島」の次に生まれた島である。
本土と吉備児島との間は「吉備の穴海」と呼ばれる浅海で隔てられており、古代には荒波を避けるために本土と児島の間の海が、特に浅瀬を避けるために藤戸という海峡が重要な航路となっていた。奈良時代から小規模な干拓が始まった。室町時代後期から戦国時代になると為政者により新田開発のための大規模な干拓が行われるようになった。そして江戸時代初期の1618年（元和4年）に現在の岡山市南西部・早島町南部から倉敷市中東部にかけて岡山藩の干拓により、吉備児島は陸続きの半島となった。したがって、日本史の教科書に使用される日本地図においては、江戸中期以前は児島を「島」として、以降は「半島」として描いている。
更に明治時代以降、実業家・藤田伝三郎による干拓事業で繋続部分は更に拡大した。
太平洋戦争後には農林水産省の国家事業として干拓が進められた。また、1962年（昭和37年）には児島湾の一部を閉め切って灌漑用水としての児島湖が完成した。
1988年（昭和63年）に、児島より対岸の香川県坂出市まで高速道路と鉄道の併設橋として瀬戸大橋が架橋された。

## 概要
現在の半島は、岡山市、倉敷市と玉野市に分かれている。因みに、かつては小豆島や直島諸島や連島も児島郡であった。
平安時代の931年 - 938年（承平年間）に編纂された『倭名類聚抄』に三家郷、賀茂郷、児島郷、都羅郷が記されている。

## 観光
旧児島市（現在の倉敷市児島地区）にある由加山蓮台寺は中国観音霊場第6番札所に指定されている。
児島半島は瀬戸内海国立公園に含まれており、鷲羽山・王子ヶ岳・金甲山などの山頂より瀬戸内海の眺望に優れている。